# Estiea
Estiea (in greco antico: Ἑστιαία?, Hestiáia) era un demo dell'Attica collocato a nord-est di Atene, vicino alla moderna Tsako, presso Cholargos.
Si sa molto poco di Estiea. Secondo Strabone i suoi cittadini fondarono anticamente l'omonima città nel nord dell'isola Eubea; questa teoria, però, potrebbe essere sorta in epoca tarda e quindi sarebbe infondata. Il demo possedeva delle terre sacre, che vennero affittate da Panezio durante la guerra del Peloponneso.